# Monika Mularczyk
Monika Mularczyk (Polonia - 28 de junio de 1980) es una árbitra de fútbol polaca internacional FIFA desde el 2008, dirige como asistente los partidos de la II Liga de Polonia.
En enero de 2015 fue ascendida al Grupo Elite de la UEFA. En 2017 fue seleccionada como una de las oficiales de partido para la Eurocopa Femenina 2017 celebrado en los Países Bajos. Se convirtió en la primera árbitra polaca en ser seleccionada para un torneo internacional de mayores.
Dirigió la final del Campeonato Europeo Femenino Sub-19 de la UEFA 2013 entre Inglaterra y Francia en Llanelli.

## Torneos de selecciones
Ha arbitrado en los siguientes torneos de selecciones nacionales:
- Clasificación para el Campeonato Europeo Femenino Sub-17 de la UEFA 2010-11
- Clasificación para el Campeonato Europeo Femenino Sub-19 de la UEFA 2012
- Clasificación para la Eurocopa Femenina 2013
- Clasificación y Fase Final del Campeonato Europeo Femenino Sub-19 de la UEFA 2013
- Clasificación de UEFA para la Copa Mundial Femenina de Fútbol de 2015
- Clasificación para la Eurocopa Femenina 2017
- Copa Mundial Femenina de Fútbol Sub-20 de 2016[3][4]
- Fase Final de la Eurocopa Femenina 2017
- Clasificación de UEFA para la Copa Mundial Femenina de Fútbol de 2019
- Copa de Algarve de 2018
- Clasificación para la Eurocopa Femenina 2021

## Torneos de clubes
Ha arbitrado en los siguientes torneos internacionales de clubes:
- Liga de Campeones Femenina de la UEFA